# D-1 (Sony)
D-1 (D1) — первый формат цифровой видеозаписи. В 1986 году по проектной документации рабочей группы по записи цифровых телевизионных сигналов на ленту из SMPTE формат D-1 получил статус международного стандарта на цифровую видеозапись. В конце 1986 года BOSCH и Sony представили первое поколение цифровых магнитофонов формата D-1.

## Формат
Формат опирается на стандарт 4:2:2 ITU (раннее CCIR) 601 «Цифровое кодирование для студий». В соответствии с этим стандартом осуществляется компонентная раздельная запись яркостного Y и цветоразностных R-Y и B-Y сигналов. При этом формируется цифровой поток 4:2:2 с базовой частотой дискретизации 3,375 МГц, так что дискретизация яркостного сигнала осуществляется с частотой 4х3,375=13,5 МГц, цветоразностных — с частотой 2х3,375=6,75 МГц. Квантование по уровню 8-ми разрядное. Для записи звукового сопровождения предусмотрено 4 высококачественные канала — частота дискретизации в каждом 48 КГц, квантование по уровню — 20-разрядное. Полный цифровой поток сигналов звукового сопровождения около 4 Мбит/с.
В формате D-1 используется магнитная лента шириной 3/4 дюйма (19,01 мм), которая перемещается со скоростью 286,875 мм/с. Магнитная лента размещена в кассете трех возможных размеров: малая (172х109х33 мм), средняя (254х150х33 мм) и большая (366х206х33 мм). При толщине ленты 16 мкм кассеты обеспечивают соответственно 11, 34 и 76 минут непрерывной записи. При использовании более тонких 13-мкм магнитных лент время записи, например, на большую кассету может быть увеличено до 94 минут. Рабочий слой магнитных лент изготовляется на основе порошков диоксида кобальта или гамма-окиси железа, легированных кобальтом. Магнитные частицы ориентированы вдоль продольной оси ленты. Коэрцитивная сила 60-70 КА/м.
Формат D-1 базируется на наклонно-строчной сегментированной записи сигналов изображения и звука, выполняемых многоканальным блоком вращающихся головок. Сигналы изображения и звука записываются одними и теми же вращающимися магнитными головками, причем так, чтобы обеспечить полностью независимую запись, воспроизведение и монтаж изображения и любого из четырёх каналов звукового сопровождения. Минимальная длина волны записи — 0,9 мкм, продольная плотность 2,2 Кбит/мм. Относительно большое значение длины волны записи снижает влияние выпадений на качество сигнала.
Одно телевизионное поле и соответствующее звуковое сопровождение записываются на 12 наклонных строчках, если речь идет о системе разложения 625, и на 10 в системе 525. Кроме наклонных на магнитной ленте записываются и три продольные дорожки. На расстоянии 0,2 мм от базового края ленты расположена дорожка временного кода — её ширина 0,5 мм. Защитным промежутком 0,1 мм от неё отделена дорожка канала управления шириной 0,7 мм. Эта дорожка используется в целях поиска на слух фрагментов видеофонограммы.
Угол наклона программных строчек записи 5° 24' 02", а общая длина 170 мм. Длина каждого из двух видеосекторов — 77,79 мм и каждого из четырёх звуковых секторов — 2,56 мм. Ширина программной строчки 0,04 мм.
Основное назначение наклонно-строчных программных дорожек — запись видеоданных, однако в их центре размещены 4 сектора с сигналами звука. Поскольку эффекты износа магнитной ленты на краях выражены ярче, перенос звуковых секторов в центр обеспечивает более высокую защиту сигналов звукового сопровождения.
В стандарте разложения 625 на 12 строчках записи, что соответствует одному телевизионному полю, размещается 24 видеосектора 24 видеосектора и 48 звуковых секторов.
Видео и звук защищены от ошибок каскадными кодами Рида-Соломона. При этом кодирование несколько избыточно, поэтому полный поток отличается от стандартных 216 Мбит/с и составляет 227 Мбит/с. Коррекция выполняется с помощью двумерной кодирующей матрицы из 32 строк и 600 столбцов. Корректирующий код позволяет обнаружить и выполнить коррекцию одиночных и пакетированных ошибок. Корректирующая способность используемого кода дополнительно повышается внутристрочным и внутриматричным перемешиванием видеоданных.
Канальное кодирование выполняется после обработки сигнала с целью защиты от ошибок. Канальным кодом является подвергнутый адаптивному скремблированию код БВН.

## Технические характеристики
Видео
- Частота дискретизации, МГц — 13,5 (Y) 6,75 (R-Y/B-Y)
- Стандарт кодирования — 4:2:2
- Записываемый видеосигнал — компонентный
- Квантование, бит/отсчет — 8
- Поток информации (полный), Мбит/с — 227

Звук
- Частота дискретизации, кГц — 48
- Квантование, бит/отсчет — 20
- Число каналов — 4

Параметры формата
- Число видеоголовок — 12
- Диаметр барабана, мм — 75
- Скорость вращения, об/с — 150
- Скорость лента-головка м/с — 35,6
- Угол видеострочки — 5,40
- Ширина строчек, мкм — 30
- Шаг строчек, мкм — 45
- Азимут — 90
- Минимальная длина волны записи, мкм — 0,9
- Продольная плотность, Кбит/мм — 2,2.

Параметры носителя
- Ширина ленты, мм — 19,01
- Толщина ленты, мкм — 16 или 13
- Рабочий слой — кобальтированный оксид железа
- Скорость транспортирования ленты, мм/с — 286,875
- Размеры кассет, мм:
  - 172 х 109 х 33
  - 254 х 150 х 33
  - 366 х 206 х 33
- Время записи на кассеты, мин.: 11, 34, 76, 94